# Dictyestra
Dictyestra là một chi bướm đêm thuộc họ Noctuidae.

## Loài
- Dictyestra dissectus (Walker, 1865)

## Hình ảnh

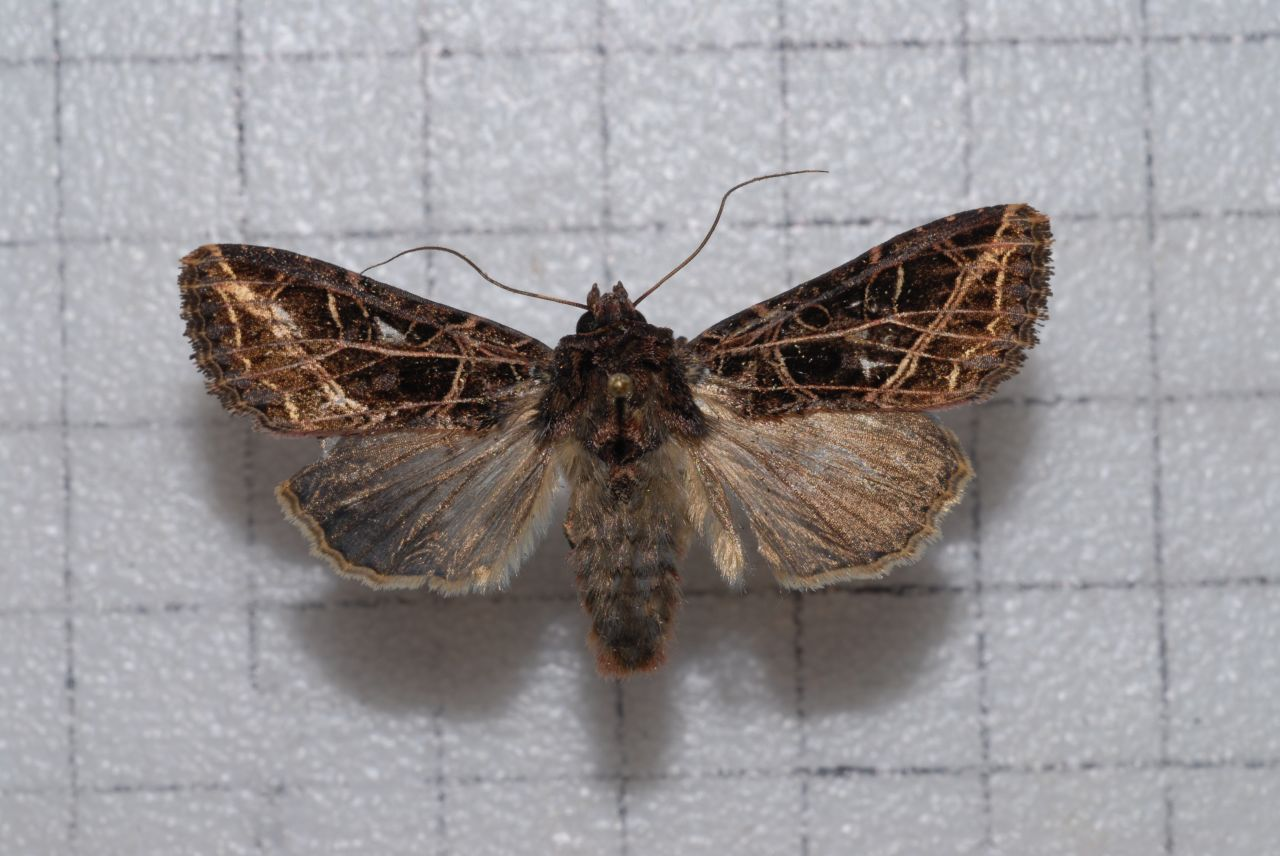